# 552733 Gretsylaszlo
552733 Gretsylaszlo este o planetă minoră (asteroid) din centura de asteroizi. A fost descoperită pe 4 septembrie 2010 la Piszkéstetői Obszervatórium⁠(d) de . 
Obiectul prezintă o orbită caracterizată de o semiaxă mare de 2,4111596581619 UAi, o excentricitate de 0,18501591753177, o înclinație de 2,5519297963984 ° în raport cu ecliptica.